# Agrotis subalba
Agrotis subalba là một loài bướm đêm trong họ Noctuidae.